# Иващенковский сельский совет (Глуховский район)
Иваще́нковский се́льский сове́т (укр. Іващенківська сільська рада) — входит в состав Глуховского района Сумской области Украины.
Административный центр сельского совета находится в селе Иващенково.

## Населённые пункты совета
- с. Иващенково
- с. Кривенково
- с. Шакутовщина